# ماه‌کاذب

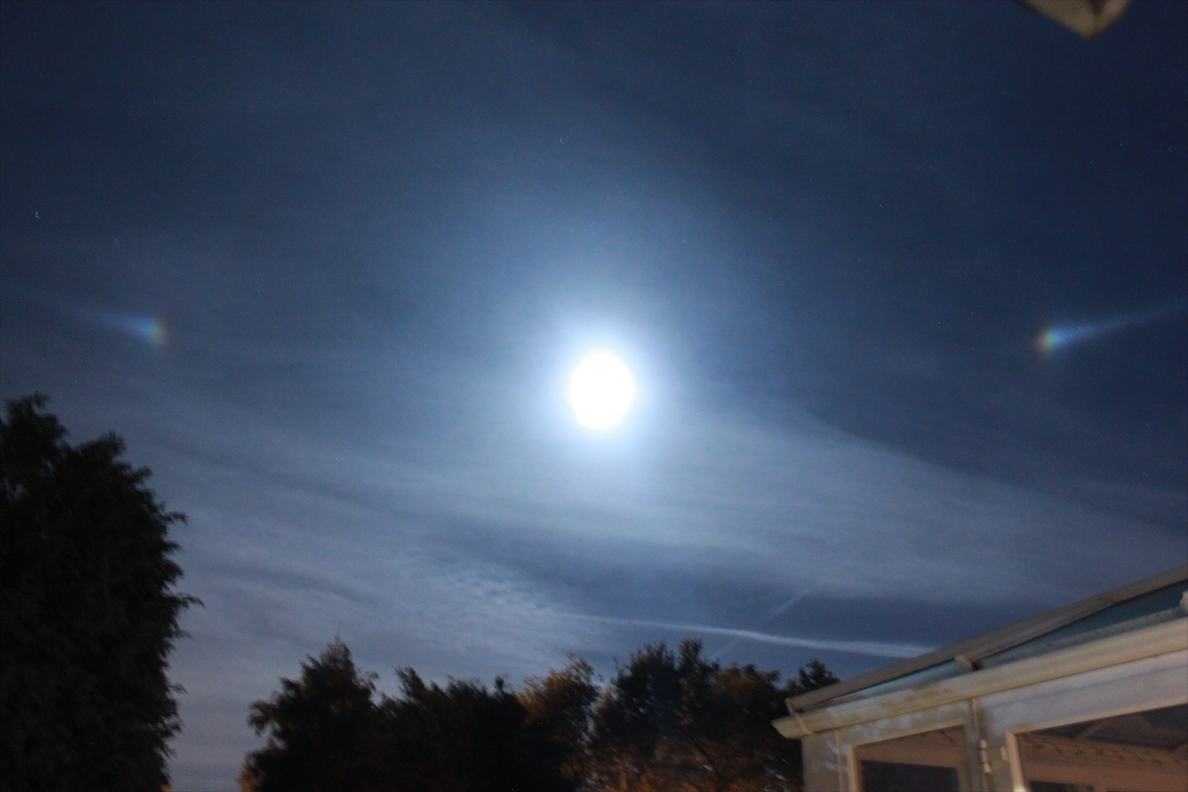
یک جفت پیراماه

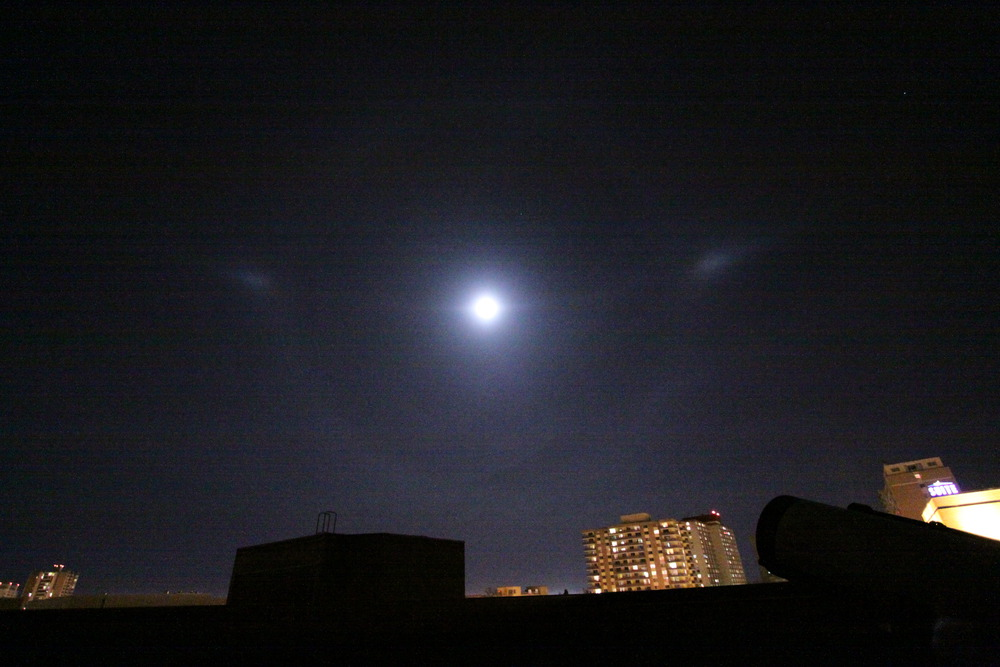
پیراماه‌ها با هاله ای ۲۲ درجه‌ای در اطراف ماه ظاهر می‌شوند

ماه کاذب، پیراماه، سگ‌ماه (به انگلیسی:moondog) یا ماه ساختگی (ماه کاذب) که در هواشناسی به آن paraselene (جمع paraselenae) نیز می‌گویند، یک پدیده نوری جوی است که از یک نقطه روشن در یک یا هر دو طرف ماه تشکیل می‌شود. این پدیده دقیقاً مشابه پدیده خورشید کاذب است.
پیراماه‌ها در اثر شکست نور ماه توسط کریستال‌های یخ صفحه ای شش ضلعی در ابرهای سیروس یا سیروسراتوس ایجاد می‌شوند. آنها معمولاً به صورت یک جفت از تکه‌های نور ضعیف در حدود فاصله زاویه‌ای ۲۲ درجه ای سمت چپ و راست ماه و در همان ارتفاع بالای افق با ماه ظاهر می‌شوند. این پدیده همچنین ممکن است در کنار هاله‌های ۲۲ درجه‌ای ظاهر شوند.
پدیده پیراماه‌ها کمیاب‌تر از پدیده خورشیدهای کاذب هستند، زیرا برای رخ دادن این پدیده ماه باید نسبتاً روشن باشد و تقریباً یک چهارم ماه یا بیشتر آن روشن باشد، تا این پدیده رصد شود. پیراماه‌ها رنگ کمی به چشم غیر مسلح انسان نشان می‌دهند زیرا نور آنها به اندازه کافی روشن نیست که سلول‌های مخروطی چشم را فعال کند.